# 奄美機場
奄美機場（日语：／ Amami kūkō */?）是位於日本鹿兒島縣奄美市（奄美大島）的機場。根據日本《機場整備法》屬於第三種機場。

## 歷史
- 1964年6月1日：舊奄美機場啟用，機場跑道長1,240公尺。
- 1988年7月10日：奄美機場啟用，機場跑道長2,000公尺，開始有喷气式飞机起降，舊奄美機場停用。

## 航空公司與航點
| 航空公司                          | 目的地                                           |
| --------------------------------- | ------------------------------------------------ |
| 日本航空（JL）                    | 大阪/伊丹、東京/羽田                             |
| 日本航空 由J-Air營運              | 福岡、鹿兒島                                     |
| 日本航空 由日本空中通勤營運（JC） | 德之島、沖永良部（經德之島）、鹿兒島、喜界、與論 |
| 日本越洋航空 由琉球空中通勤營運   | 沖繩                                             |
| 天馬航空（BC）                    | 鹿兒島                                           |
| 樂桃航空（MM）                    | 東京/成田、大阪/關西                             |

## 外部連結
- 奄美機場（页面存档备份，存于）（日語）
- 奄美機場介紹（页面存档备份，存于）（日語）
- JAL機場訊息-奄美機場（页面存档备份，存于）（日語）